# Secteurs de Toulouse
Les secteurs de Toulouse sont un ancien niveau de division intracommunale de Toulouse, en France. Le territoire de la commune est divisé en six secteurs : 1 - Centre, 2 - Rive gauche, 3 - Nord, 4 - Est, 5 - Sud-Est et 6 - Ouest. Chacun regroupe trois à quatre quartiers, parfois désignés comme quartiers de démocratie locale.
Les secteurs sont créés par décision du conseil municipal du 18 décembre 2009. Ils sont animés par des équipes de secteur, qui assurent le lien entre les habitants, les associations de quartier et les élus de la commune. Cependant, à la différence des arrondissements municipaux de Paris, Lyon et Marseille, ou même des secteurs de Marseille, les secteurs de Toulouse ne bénéficient pas d'une véritable autonomie en matière de politiques publiques, de financement ou d'élections.
Le 31 décembre 2023, à la suite d'une réforme de l'administration de l'intercommunalité de Toulouse Métropole, le système des secteurs est abandonné au profit des cinq territoires métropolitains[réf. nécessaire].

## Histoire
En mars 2008, à la suite des élections municipales et dans un contexte politique marqué par la recherche de nouvelles formes de démocratie locale, la municipalité du socialiste Pierre Cohen propose un nouveau découpage du territoire communal en six secteurs d'environ 70 000 à 76 000 habitants, chaque secteur étant à son tour subdivisé en plusieurs quartiers. Entre octobre et novembre 2008, les Rencontres de la démocratie locale permettent de mettre en avant les nouvelles équipes d'élus et les nouvelles instances de la démocratie locale.
C'est le conseil municipal du 18 décembre 2009 qui crée officiellement les nouveaux secteurs.

## Administration
Au niveau supérieur, chaque secteur est animé par une équipe de secteur, qui coordonne les projets de quartier et assure le lien entre les maires de quartier, les différentes associations et les habitants. Elle est composée de plusieurs agents :
- un chargé de secteur, issu de la majorité municipale et nommé par le conseil municipal. Il pilote les projets de quartier et organise la participation des associations et des habitants du secteur à ces projets ;
- un chargé d'accueil, qui assure l'accueil des usagers et facilite les démarches afin d'assurer un service public de proximité ;
- un secrétaire, qui assiste l'équipe de secteur dans les missions administratives ;
- une équipe de techniciens municipaux qui répond aux besoins des habitants du secteur.

Au niveau inférieur, chaque quartier possède :
- des élus référents de quartier, membres du conseil municipal et désignés par celui-ci, issus de la majorité municipale ;
- une commission de quartier, composée des élus référents et d'associations choisies par la municipalité.

## Liste

### Secteur 1 - Toulouse Centre
Le secteur 1 - Toulouse Centre possède une superficie totale de 5,18 km². Il est délimité :
- à l'ouest, par la Garonne, qui le sépare du secteur 2 ;
- au sud, par le pont Saint-Michel, les allées Paul-Feuga, les allées Jules-Guesde, le square Boulingrin et les allées Paul-Sabatier, qui le séparent du secteur 5 ;
- à l'est et au nord, par le canal du Midi, qui le sépare des secteurs 4, à l'est, et 3, au nord.

C'est un des secteurs les plus densément peuplés, avec presque 71 439 habitants en 2017. Le territoire est composé des quartiers historiques du centre-ville et inclut la plus grande partie du site patrimonial remarquable. Il concentre également de nombreux équipements de centralité à l'échelle de la ville, mais aussi de l'agglomération toulousaine et même de la région Occitanie. L'offre commerciale en fait le premier pôle commercial régional.
| Quartiers de démocratie locale                          | Population (2013) | Superficie (km²) | Densité (hab./km²) | Maire de quartier     |
| ------------------------------------------------------- | ----------------- | ---------------- | ------------------ | --------------------- |
| 1. Capitole - Arnaud Bernard - Carmes                   | 30418             | 2,23             | 13640              | Julie Escudier        |
| 2. Amidonniers - Compans Caffarelli                     | 15680             | 1,65             | 9503               | Ghislaine Delmond     |
| 3. Les Chalets - Bayard - Belfort - Saint-Aubin - Dupuy | 23457             | 1,44             | 16290              | Caroline Adoue Bielsa |

### Secteur 2 - Toulouse Rive gauche
Le secteur 2 - Rive Gauche possède une superficie totale de 9,69 km². Il est délimité :
- à l'est et au nord, par la Garonne, qui le sépare du secteur 5, à l'est, et du secteur 1, au nord ;
- à l'ouest et au sud, par l'autoroute A620, qui le sépare du secteur 6.

Le secteur compte 70 634 habitants en 2017. Il regroupe des territoires divers, avec un quartier ancien de centre-ville – le quartier Saint-Cyprien – des quartiers de faubourg, des zones pavillonnaires et des quartiers populaires.
| Quartiers de démocratie locale                                                               | Population (2013) | Superficie (km²) | Densité (hab./km²) | Maire de quartier |
| -------------------------------------------------------------------------------------------- | ----------------- | ---------------- | ------------------ | ----------------- |
| 1. Saint-Cyprien                                                                             | 18289             | 1,59             | 11503              | Jean-Paul Bouche  |
| 2. Croix-de-Pierre - Route d'Espagne                                                         | 9510              | 1,48             | 6426               | Julie Pharamond   |
| 3. Fontaine-Lestang - Arènes - Bagatelle - Papus/Tabar - Bordelongue - Mermoz - La Faourette | 25163             | 3,09             | 8143               | Marine Lefèvre    |
| 4. Casselardit - Fontaine-Bayonne - Cartoucherie                                             | 14657             | 3,02             | 4853               | Bertrand Serp     |

### Secteur 3 - Toulouse Nord
Le secteur 3 - Nord possède une superficie totale de 25,90 km². Il est délimité :
- à l'ouest, entre le pont de l'Embouchure et la limite de la commune de Fenouillet, par le cours de la Garonne, qui le sépare de Blagnac ;
- au nord, entre la Garonne et la confluence de l'Hers et de la Sausse, par la limite communale qui le sépare de Fenouillet, Aucamville, Launaguet et L'Union, puis, jusqu'aux voies de la ligne de chemin de fer de Capdenac, par le cours de l'Hers ;
- à l'est, par les voies de la ligne de chemin de fer de Capdenac jusqu'à la rue Marie-Claire-de-Catellan, puis par la rue Pierre-Cazeneuve et le chemin du Raisin, qui le séparent du secteur 4 ;
- au sud, entre le chemin du Raisin et le pont de l'Embouchure, par le canal du Midi, qui le sépare du secteur 1.

Le secteur compte 94 757 habitants en 2017.
| Quartiers de démocratie locale                                        | Population (2013) | Superficie (km²) | Densité (hab./km²) | Maire de quartier |
| --------------------------------------------------------------------- | ----------------- | ---------------- | ------------------ | ----------------- |
| 1. Minimes - Barrière de Paris - Ponts-Jumeaux                        | 35112             | 5,97             | 5881               | Cécile Dufraisse  |
| 2. Sept-Deniers - Ginestous - Lalande                                 | 17328             | 11,95            | 1450               | Olivier Arsac     |
| 3. Trois Cocus - Borderouge - Croix-Daurade - Paleficat - Grand Selve | 19391             | 7,99             | 2427               | Maxime Boyer      |

### Secteur 4 - Toulouse Est
Le secteur 4 - Est possède une superficie totale de 14,43 km².
Le secteur compte 76 751 habitants en 2017.
| Quartiers de démocratie locale                                       | Population (2013) | Superficie (km²) | Densité (hab./km²) | Maire de quartier |
| -------------------------------------------------------------------- | ----------------- | ---------------- | ------------------ | ----------------- |
| 1. Lapujade - Bonnefoy - Périole - Marengo - La Colonne              | 21177             | 2,93             | 7228               | Souhayla Marty    |
| 2. Jolimont - Soupetard - Roseraie - Gloire - Gramont- Amouroux      | 22358             | 6,19             | 3774               | Isabelle Ferrer   |
| 3. Bonhoure - Guilheméry - Château de l'Hers - Limayrac - Côte Pavée | 32754             | 5,31             | 6168               | Laurence Arribagé |

### Secteur 5 - Toulouse Sud-Est
Le secteur 5 - Sud-Est possède une superficie totale de 26,96 km².
Le secteur compte 100 376 habitants en 2017.
| Quartiers de démocratie locale                      | Population (2013) | Superficie (km²) | Densité (hab./km²) | Maire de quartier |
| --------------------------------------------------- | ----------------- | ---------------- | ------------------ | ----------------- |
| 1. Pont des Demoiselles - Montaudran - La Terrasse  | 28865             | 9,80             | 2945               | Émilion Esnault   |
| 2. Rangueil - Sauzelong - Pech-David - Pouvourville | 35777             | 12,74            | 2808               | Fella Allal       |
| 3. Saint-Michel - Le Busca - Empalot - Saint Agne   | 36304             | 4,42             | 8214               | Johnny Dunal      |

### Secteur 6 - Toulouse Ouest
Le secteur 6 - Toulouse Ouest possède une superficie totale de 35,61 km². Il est délimité :
- au nord, à l'ouest et au sud, par la limite communale avec Blagnac, Colomiers, Tournefeuille, Cugnaux et Portet-sur-Garonne ;
- à l'est, par la Garonne, jusqu'au pont d'Empalot, qui le sépare du secteur 5, puis le périphérique (A620) entre le pont d'Empalot et le pont de l'Embouchure, qui le sépare du secteur 2, et enfin par la Garonne, depuis le pont de l'Embouchure jusqu'à la limite communale de Blagnac, qui le sépare du secteur 3.

En 2017, il compte 66 813 habitants. 
| Quartiers de démocratie locale                      | Population (2013) | Superficie (km²) | Densité (hab./km²) | Maire de quartier   |
| --------------------------------------------------- | ----------------- | ---------------- | ------------------ | ------------------- |
| 1. Arènes Romaines - Saint-Martin-du-Touch - Purpan | 12786             | 8,72             | 1466               | Jean-Jacques Bolzan |
| 2. Lardenne - Pradettes - Basso-Cambo               | 17208             | 9,50             | 1811               | Christophe Alvès    |
| 3. Mirail-Université - Reynerie - Bellefontaine     | 20171             | 2,88             | 7004               | Gaëtan Cognard      |
| 4. Saint-Simon - Lafourguette - Oncopole            | 15836             | 14,85            | 1066               | Nina Ochoa          |